# Рин (остров)
Рин или Ко Рин (тайск. เกาะริน) — небольшой необитаемый остров в Сиамском заливе на восточном побережье Таиланда. В связи с тем, что местные жители, в своем большинстве, звук «Р» произносят как «Л», за островом также закрепилось название Ко Лин.

## География
Ко Рин небольшой остров из группы дальних от Паттайи островов, к которым также относятся острова Луам-Ной, Пхай, Ху-Чанг, Кланг-Бадан, Ман-Вичай, Кхао и Тон-Май. Площадь острова примерно 0.43 км², длина береговой линии примерно 3300 метров.
Расположен примерно в 16 км от материка и примерно в 21 км от района Джомтьен в Паттайе. Административно относится к ампхе Саттахип, провинции Чонбури.
Остров вытянут с севера на юг, в длину около 1 км. В северной части рельеф холмистый и имеет пологие скалистые берега, в южной части равнинный, с восточной стороны имеется пляж.
Остров покрыт кустарниками и травами.

## Туризм
Ко Рин достаточно популярен у туристов. Посещение острова включено в состав многих экскурсий. Популярность он получил благодаря чистому пляжу с мелким песком и небольшому коралловому рифу в южной части острова, пригодному для занятием снорклингом. Возле северной части острова останавливаются суда для занятием дайвингом.
Инфраструктура на острове отсутствует. Рейсового сообщения с материком нет. Добраться до острова можно в рамках экскурсии или арендовав катер. Лежаки, зонтики и напитки следует привозить с собой.
Остров находится под управлением Военно-морских силы Таиланда. Регулярно используется в качестве полигона для военных учений. В феврале 2017 года военными были проведены рейды и выявлены случаи проникновения туристов на опасную территорию. Туристические операторы были обвинены в том, что не предупреждают туристов должным образом об опасности.
Пляжная часть острова по-прежнему открыта для туристов.

## Галерея

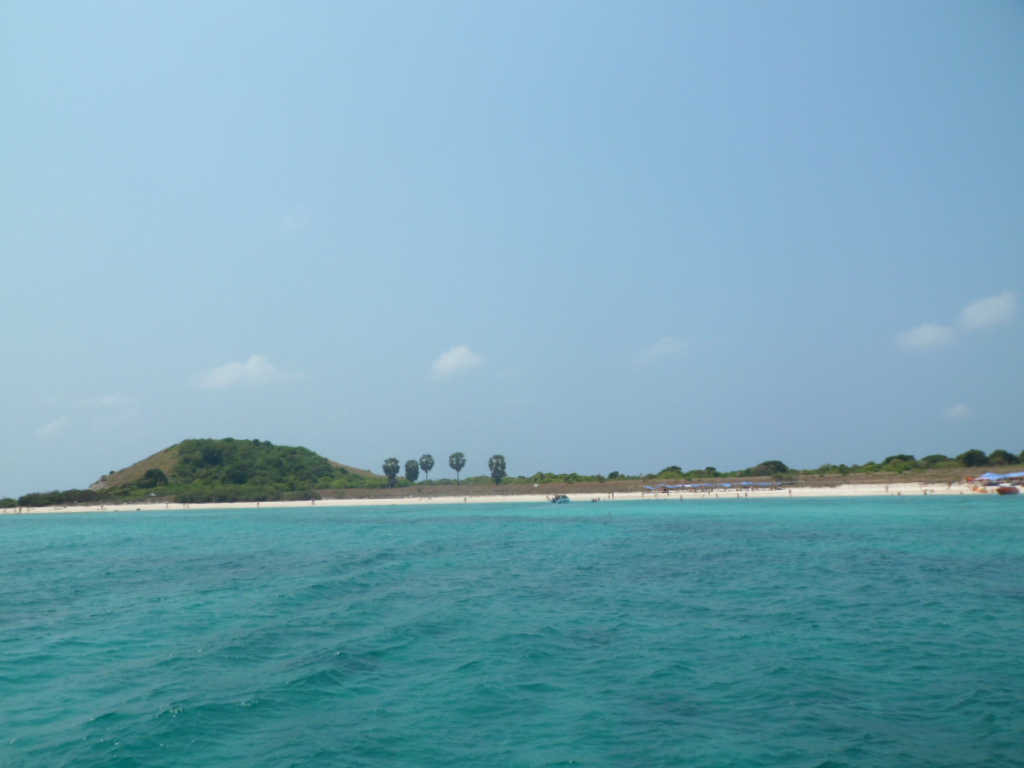
Южная часть острова Рин.
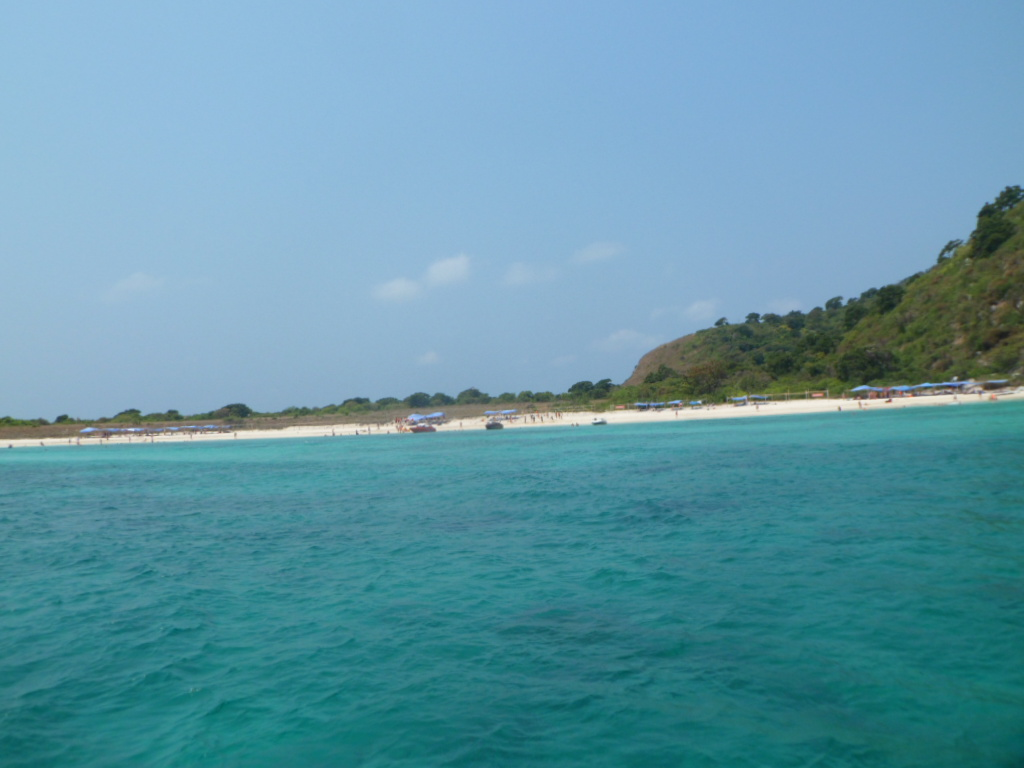
Центральная часть острова Рин.
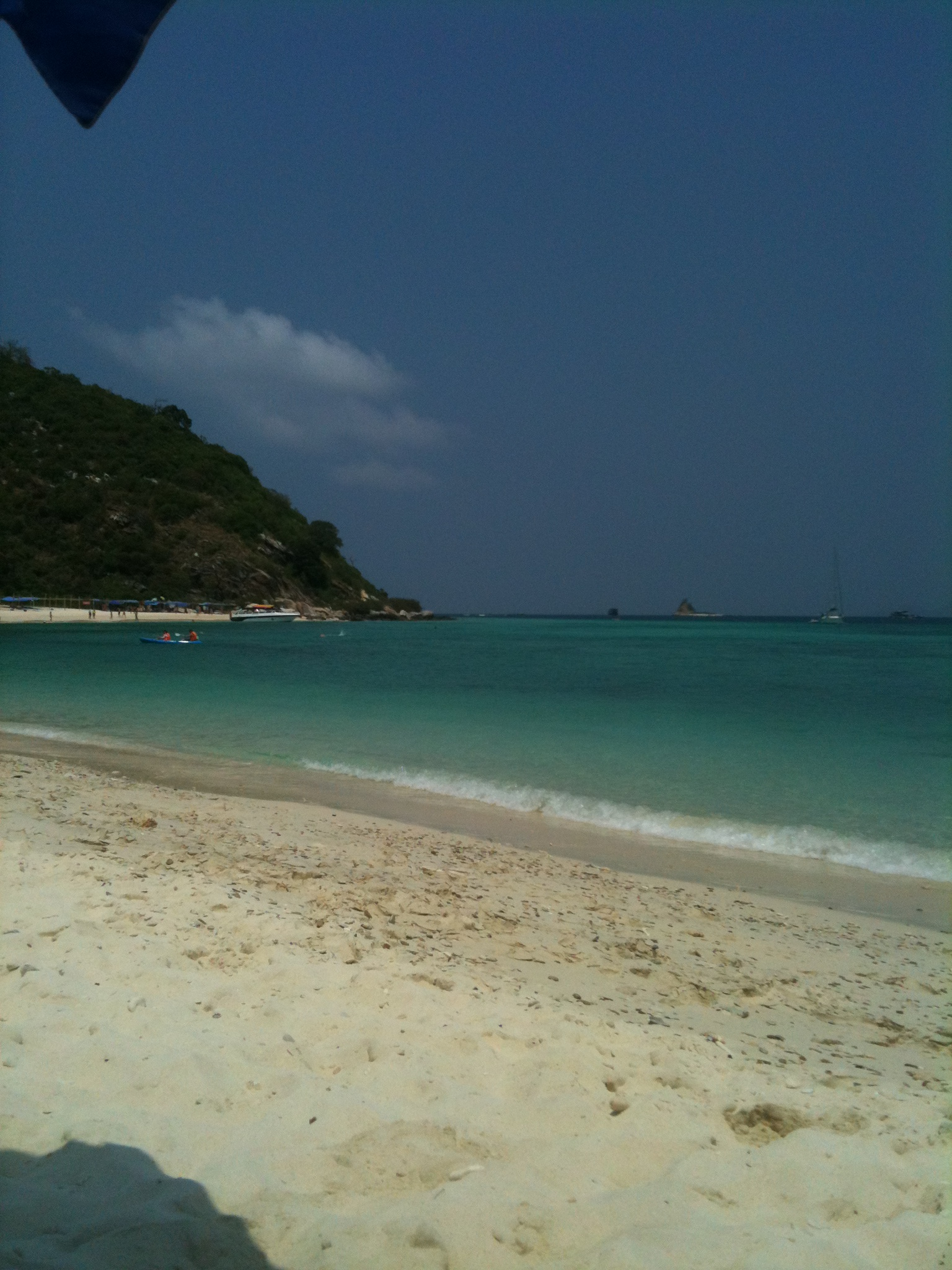
Пляж острова Ко Рин.
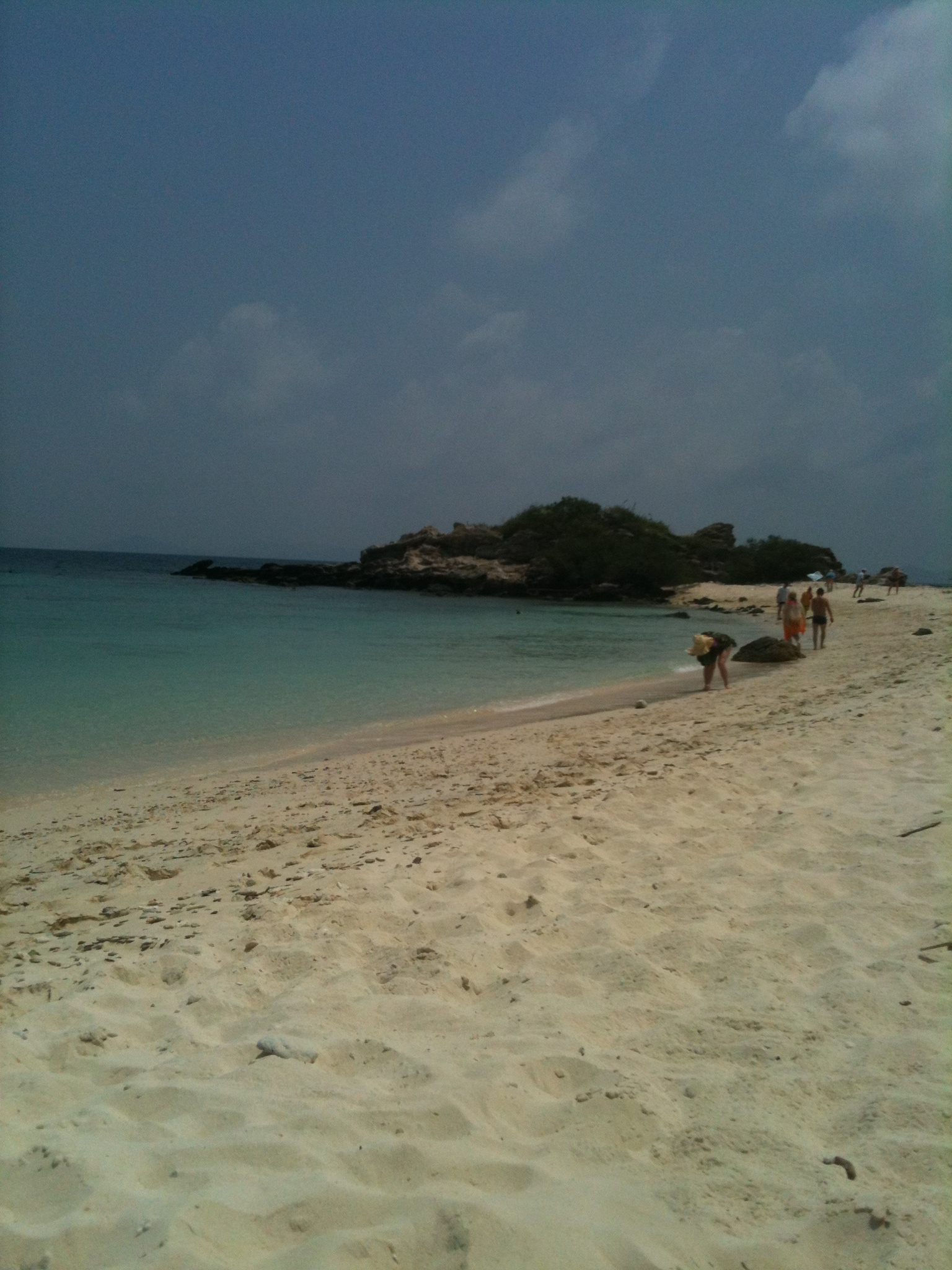
Пляж острова Ко Рин.